# Rotbürzel-Waldsänger

Verbreitungsgebiet der
Brutgebiete
Überwinterungsgebiete

Der Rotbürzel-Waldsänger (Leiothlypis luciae, Syn. Vermivora luciae) ist ein kleiner insektenfressender Vogel aus der Familie der Waldsänger (Parulidae). Die englische Bezeichnung „Lucy's Warbler“ wurde nach Lucy Hunter Baird, der Tochter des Ornithologen Spencer Fullerton Baird, benannt. Den deutschen Namen bekam er aufgrund des roten bis orangen Bürzels.
Rotbürzel-Waldsänger gehören zu den kleinsten Waldsängerarten. Sie tragen ein eher unscheinbares Federkleid. Das Oberseitengefieder ist gräulich, das Unterseitengefieder weiß. Die Männchen tragen auf den Kopf kleine rostfarbene Flecken. Sie brüten neben dem Zitronenwaldsänger (Protonotaria citrea) als einzige Arten der Waldsänger in Baumhöhlen oder Nistkästen.
Das Verbreitungsgebiet des Rotbürzel-Waldsängers erstreckt sich vom Südwesten der USA bis in den Nordwesten Mexikos. Die Bestände sind durch den Brutparasitismus des Braunkopf-Kuhstärlings (Molothrus ater) zurückgegangen.